# Рябий Руслан Валентинович
Русла́н Валенти́нович Ряби́й (нар. 4 березня 1991, Чернівці, Україна) — український футболіст, нападник.

## Біографія

### Клубна кар'єра
Вихованець київського «Динамо». Улітку 2009 року перейшов у столичну «Оболонь». У Прем'єр-лізі дебютував 17 жовтня 2009 року в матчі проти київського «Динамо» (2: 1): Рябий вийшов на 55 хвилині замість Павла Ониська.
Улітку 2014 підписав контракт із чернівецькою «Буковиною». У сезоні 2014/15 провів лише 6 матчів за «Буковину» в Першій лізі через травму. У новому сезоні Рябий був знову заявлений за чернівецьку команду, взявши собі номер 23. 
З сезону 2017/18 знову заявлений за «Буковину», з якою в травні 2018 року по обопільній згоді сторін припинив співпрацю.

### Кар'єра в збірній
Виступав за юнацьку збірну України до 17 років. Дебютував 17 серпня 2006 року в матчі проти Литви (2:2). Всього за юнацьку збірну зіграв 4 матчі.